# Garbage
Garbage este o formație de rock alternativ fondată în 1994 în Madison, Wisconsin, SUA. Membrii trupei sunt Shirley Manson (voce, ocazional chitară electrică), Duke Erikson (chitară electrică, clape, chitară bas), Steve Marker (chitară electrică, clape) și Butch Vig (tobe, percuție).
Vig, Erikson și Marker sunt implicați în domeniul producției muzicale și remixării. Butch Vig este renumit ca producător al albumelor Nevermind de la Nirvana, Siamese Dreams de la Smashing Pumpkins, 21st Century Breakdown de la Green Day și Wasting Light de la Foo Fighters.
Garbage a lansat până acum cinci albume de studio (Garbage, Version 2.0, Beautiful Garbage, Bleed Like Me. Not Your Kind of People), două compilații (Special Collection EP, Absolute Garbage), două  materiale video (Garbage Video, Absolute Garbage DVD) și 23 de single-uri.
Numele formației vine de la un comentariu ironic la adresa unor piese din perioada de început când Garbage nu aveau vocal. Până în prezent, Garbage a vândut peste 17 milioane de albume.

## Istorie

### Anii de început
Shirley Manson s-a născut pe 26 august 1966 în Edinburgh, Scoția. A fost backing-vocal/clăpară a formației rock scoțiene Goodbye Mr. Mackenzie din 1984 până în 1993. În 1993 o parte din membrii Goodbye Mr. Mackenzie au format trupa rock Angelfish cu Shirley Manson vocalistă. Această formație a scos un singur album, Angelfish, în 1994.
Înainte de Garbage, Duke Erikson și Butch Vig au fost membri ai Spooner și Fire Town. Steve Marker a inginerul de sunet al acestor formații. În 1983 Butch Vig și Steve Marker au fondat Smart Studios în Madison, SUA. Aici, cei trei au fost producători pentru diverse trupe precum Nirvana, Killdozer, Smashing Pumpkins și au remixat piese de la Depeche Mode, Nine Inch Nails și House of Pain. Între timp au decis să-și creeze propria formație. Vig, Erikson și Marker aveau nevoie însă de un solist vocal.
Steve Marker a descoperit-o pe Shirley Manson din întâmplare, prin intermediul videoclipului piesei "Suffocate Me" de la Angelfish. Videoclipul era difuzat rar la emisiunea 120 Minutes de la MTV. Marker le-a arătat o înregistrare cu acest clip lui Erikson și Vig, în timp ce managerul lor Shannon O'Shea a încercat s-o contacteze pe Manson. Pe 8 aprilie 1994, Manson i-a întâlnit pe Erikson, Marker și Vig la Londra.

### Garbage
În august 1995, formația a lansat albumul de debut Garbage, precedat de single-ul "Vow" în martie 1995. Albumul a avut un succes neașteptat, vânzând peste 5 milioane de exemplare. Garbage a primit recenzii excelente și mai târziu a apărut în cartea "1001 de albume de ascultat într-o viață". Trupa a scos cinci single-uri: "Vow", "Only Happy When It Rains", "Queer", "Stupid Girl" și "Milk". "Subhuman", o piesa care nu apare pe albumul de debut, a fost lansată pe 7 august 1995.
În 1996 Garbage a lansat caseta VHS Garbage Video. Aceasta includea toate videoclipurile publicate până în acel moment.
În 1997 cei de la Garbage au fost nominalizați la premiile Grammy pentru "Best New Artist", "Best Rock Performance By a Duo or Group With Vocal" - "Stupid Girl", "Best Rock Song" - "Stupid Girl". În același an o versiune remixată a piesei "#1 Crush" a fost inclusă în coloana sonoră a filmului "Romeo și Julieta". "#1 Crush" a fost nominalizată la categoria "Best Song From a Movie" de la MTV Movie Awards 1997.

### Version 2.0
Garbage a lucrat peste un an la următorul album, Version 2.0. Albumul a fost lansat în mai 1998 și a ajuns numărul 1 în Marea Britanie și numărul 13 în SUA. Stilul muzical al formației a evoluat de la post-grunge-ul albumului de debut la un stil rock cu multe influențe din muzica electronică. Version 2.0 a avut un succes asemănător Garbage, fiind susținut de șase single-uri: "Push It", "I Think I'm Paranoid", "Special", "When I Grow Up", "The Trick Is to Keep Breathing" și "You Look So Fine". Videoclipul piesei "Push It" a costat peste 400000$.
În 1999 formația a cântat piesa de pe genericul filmului The World Is Not Enough din seria James Bond. În același an single-ul "When I Grow Up" a apărut pe coloana sonoră a filmului Bid Daddy cu Adam Sandler. Albumul Version 2.0 a fost nominalizat la premiile Grammy la categoriile Album of the Year și Best Rock Album, iar piesa "Special" a fost nominalizată la categoriile Best Rock Performance By a Duo or Group With Vocal și Best Rock Song.

### Beautiful Garbage
În octombrie 2001, Garbage a lansat cel de-al treilea album, Beautiful Garbage. Formația își schimbase stilul muzical într-o direcție mult mai pop. Albumul a primit recenzii mixte. Beautiful Garbage a ajuns pe locul 6 în Top 10 Albums of The Year al revistei Rolling Stone. Cele patru single-uri lansate ("Androgyny", "Cherry Lips (Go Baby Go!)", "Breaking Up the Girl" și ""Shut Your Mouth") au avut succes moderat. Turneul mondial din octombrie 2001 până în noiembrie 2002 a fost afectat de problemele de sănătate ale lui Butch Vig.

### Bleed Like Me
Garbage a început lucrul la cel de-al patrulea album de studio în martie 2003. Datorită unor tensiuni între membrii Garbage, formația s-a destrămat pentru o scurtă perioadă. Între timp Shirley Manson a suferit o operație la corzile vocale.
În martie 2005, Garbage a lansat albumul Bleed Like Me, o reîntoarcere la un sunet rock. Albumul a ajuns până pe poziția 4 în SUA. Pentru promovare au fost lansate patru single-uri: "Why Do You Love Me", "Sex Is Not the Enemy", "Bleed Like Me" și "Run Baby Run".
Turneul mondial pe care îl începuseră în martie 2005 a fost întrerupt brusc în octombrie 2005. Trupa a negat zvonurile că s-au despărțit; în schimb au dat un comunicat în care au afirmat ca au luat o pauza pe durată nedefinită ("indefinite hiatus").

### Absolute Garbage
În iulie 2007 grupul a lansat o compilație tip greatest hits intitulată Absolute Garbage. Compilația includea o selecție a hiturilor lor, un nou single "Tell Me Where It Hurts" și o versiune remixată a piesei "It's All Over But the Crying" de pe Bleed Like Me. Ediția limitată includea un al doilea disc cu remixuri ale unor piese Garbage.
O dată cu acea compilație, Garbage a mai scos și un DVD, intitulat Absolute Garbage DVD. Acesta conținea o selecție a videoclipurilor lor, plus un documentar despre trupa.

### Not Your Kind of People
Pe 14 mai 2012, Garbage a lansat albumul Not Your Kind of People, care a ajuns pe locul 13 în Billboard 200 și pe locul 10 în UK Albums Chart. Pe 6 iulie 2012 trupa a cântat la B'estfest 2012.

## Turnee
- Garbage tour (noiembrie 1995 - decembrie 1996) [2][3]
- Version 2.0 tour (mai 1998 - noiembrie 1999) [4][5]
- Beautiful Garbage tour (octombrie 2001 - noiembrie 2002) [6][7]
- Bleed Like Me tour (martie 2005 - octombrie 2005) [8]
- Not Your Kind of People tour (aprilie 2012 -)

## Discografie

### Albume de studio
- Garbage (1995)
- Version 2.0 (1998)
- Beautiful Garbage (2001)
- Bleed Like Me (2005)
- Not Your Kind of People (2012)
- Strange Little Birds (2016)
- No Gods No Masters (2021)

### Compilații
- Special Collection (EP, 2002)
- Absolute Garbage (2007)

### Video
- Garbage Video (VHS, 1996)
- Absolute Garbage DVD (2007)

### Single-uri
| - "Vow" (1995) - "Subhuman" (1995) - "Only Happy When It Rains" (1995) - "Queer" (1995) - "Stupid Girl" (1996) - "Milk" (1996) - "#1 Crush" (1996) - "Push It" (1998) - "I Think I'm Paranoid" (1998) - "Special" (1998) - "When I Grow Up" (1999) - "The Trick Is to Keep Breathing" (1999) | - "You Look So Fine" (1999) - "The World Is Not Enough" (1999) - "Androgyny" (2001) - "Cherry Lips" (Go Baby Go!)" (2002) - "Breaking Up the Girl" (2002) - "Shut Your Mouth" (2002) - "Why Do You Love Me" (2005) - "Sex Is Not the Enemy" (2005) - "Bleed Like Me" (2005) - "Run Baby Run" (2005) - "Tell Me Where It Hurts" (2007) - "Blood For Poppies" (2012) |